# Клијукла
Клијукла (фр. Cliousclat) насеље је и општина у источној Француској у региону Рона-Алпи, у департману Дром која припада префектури Валанс.
По подацима из 2011. године у општини је живело 644 становника, а густина насељености је износила 66,74 становника/km². Општина се простире на површини од 9,65 km². Налази се на средњој надморској висини од 213 метара (максималној 473 m, а минималној 125 m).

## Демографија
| 1962. | 1968. | 1975. | 1982. | 1990. | 1999. | 2011. |
| ----- | ----- | ----- | ----- | ----- | ----- | ----- |
| 340   | 344   | 356   | 413   | 558   | 641   | 644   |

График промене броја становника у току последњих година